# Andropogon indetonsus
Andropogon indetonsus är en gräsart som beskrevs av Sohns. Andropogon indetonsus ingår i släktet Andropogon och familjen gräs. Inga underarter finns listade i Catalogue of Life.